# Purwaraja (Rajadesa)
Purwaraja is een bestuurslaag in het regentschap Ciamis van de provincie West-Java, Indonesië. Purwaraja telt 3327 inwoners (volkstelling 2010).